# Burg- und Weinfest

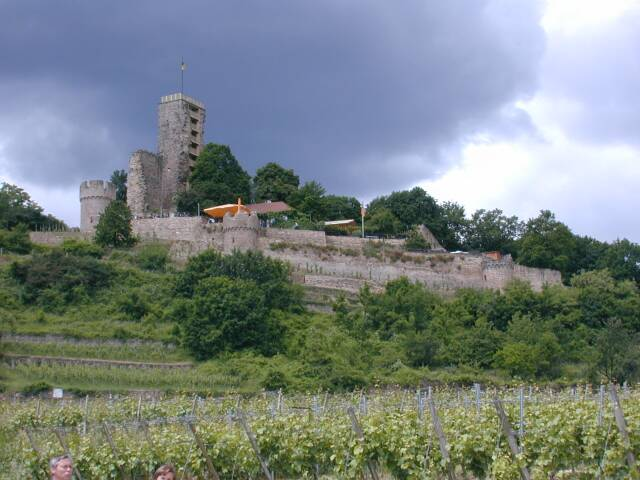
Die Wachtenburg bei Wachenheim

Das Burg- und Weinfest in Wachenheim an der Weinstraße ist ein Weinfest, das jährlich am zweiten und dritten Juniwochenende stattfindet. Das Weinfest zählt zu den großen und weithin bekannten Weinfesten entlang der Weinstraße, mit Besuchern aus dem gesamten Rhein-Neckar-Bereich.

## Entwicklung
Das Weinfest gilt als Zentralveranstaltung für die Verbandsgemeinde Wachenheim und wurde 1972 erstmals nach dem Krieg veranstaltet. Der Charakter als zentrales Weinfest für die Verbandsgemeinde wurde durch ein Gemeinschaftsausschank der Gemeinden Friedelsheim und Gönnheim untermauert. Zunächst entwickelte sich das Weinfest auf dem Rathausplatz und der Wachtenburg, woher auch der Name stammte. Im Laufe der Jahre dehnte sich das Weinfest auf den Marktplatz und auf den Bereich hinter der Kirche („hinner de Kerch“) aus. Seit diesem Zeitpunkt wird die Deutsche Weinstraße im Stadtbereich während des Weinfestes gesperrt.

## Veranstaltung
Fester Programmpunkt ist die Eröffnung des Weinfestes auf der Wachtenburg. Hierzu werden im Rahmenprogramm bekannte Künstler aus der Region eingeladen. Unregelmäßig wird der „historische Trinkwettstreit um den Wachenheimer Weinzehnt“ aufgeführt. Dieser beruht auf eine Sage, wonach sich die Wachenheimer durch den gewonnenen Trinkwettstreit von dem abverlangten Weinzehnt befreien konnten.
Wie bei vielen Weinfesten entlang der Weinstraße ist an den Festtagen die Parkplatzsituation angespannt. Durch Ausweisung von Parkplätzen in den Weinbergen und Sonderzugfahrten wird dem entgegengewirkt.
Das Weinfest findet nur in wenigen Winzerhöfen und ansonsten überwiegend an drei zentralen Orten in Wachenheim statt:
- dem Festplatz am Rathaus
- dem Festbereich am Marktplatz und „hinner de Kerch“
- auf der Wachtenburg

Hier liegt ein Unterschied zu den meisten anderen Weinfesten. Der Grund dafür liegt in der vergleichsweise geringen Zahl von selbstvermarktenden Winzerbetrieben in Wachenheim. Mit der Sektkellerei Schloss Wachenheim, der Wachtenburg Winzer eG und dem Weingut Dr. Bürklin-Wolf gibt es in Wachenheim drei Großbetriebe, jedoch nur wenige Selbstvermarkter.
Die fußläufige Entfernung zwischen der Wachtenburg und dem Festbereich Rathausplatz beträgt etwa 1,5 km, deshalb wird gegen ein geringes Entgelt ein Shuttle-Bus-Service zur Burg und zurück angeboten. Für die meisten Weinfestbesucher gehört der Burgbesuch zum Pflichtprogramm, um die Aussicht über den Ort und die Rheinebene bei einem Schoppen Wein oder Schorle zu genießen.
Das Weinfest ist stark durch verschiedene Musikdarbietungen geprägt, so werden an allen drei genannten Orten, aber auch in der Sektkellerei Schloss Wachenheim umfangreiche Musik- und Unterhaltungsprogramme angeboten.